# Cycleptus
Cycleptus — рід риб родини чукучанових, єдиний в підродині Cycleptinae.
Включає 2 види:
- Cycleptus elongatus  (Lesueur, 1817), загальна довжина 93,0 см.
- Cycleptus meridionalis  Burr & Mayden, 1999, загальна довжина 70,2 см.

Характерними ознаками є 7 променів в анальному плавці, 28-37 променів у спинному плавці, 51-59 лусок у бічній лінії.
Поширені в басейні Міссісіпі та вздовж узбережжя Мексиканської затоки в США та Мексиці.